# SMS Sport Contact Wrocław
SMS Sport Contact Wrocław (Szkoła Mistrzostwa Sportowego "Sport Contact" we Wrocławiu) – szkoła mistrzostwa sportowego, założona w 1995 roku we Wrocławiu, z inicjatywy Polskiego Związku Piłki Nożnej.
Wrocławska SMS powstała na bazie liceum ogólnokształcącego, posiadała specjalizacją piłkarską. Współfinansowana była przez Urząd Kultury Fizycznej i Turystyki, wojewodę i prezydenta miasta. Jej piłkarze uczęszczali do liceum i grali w uczniowskim klubie SMS Sport Contact.
Na sezon 1997/1998 klub SMS Sport Contact został włączony przez PZPN do rozgrywek ówczesnej III ligi, grupy wrocławskiej. Wyniki uzyskiwane przez klub nie były uwzględniane w tabeli ligowej. W sezonie 1998/1999 drużyna SMS Sport Contact grała w rozgrywkach ówczesnej IV ligi.
W 1999 roku Urząd Kultury Fizycznej i Turystyki podjął decyzję, o ograniczeniu środków dla niepublicznych szkół mistrzostwa sportowego. Spowodowało to, że Szkoła Mistrzostwa Sportowego "Sport Contact" we Wrocławiu została zamknięta w tym samym roku.